# デブ・ハーランド
デブラ・アン・"デブ"・ハーランド（英語：Debra Anne "Deb" Haaland、1960年12月2日 - ）は、アメリカ合衆国の政治家、弁護士。ジョー・バイデン政権下で内務長官を務めた。かつてニューメキシコ州1区選出の連邦下院議員を務めた。2018年11月6日にシャリス・デイビッズと共にネイティブ・アメリカンの女性として初めて連邦議会議員に選出された。ニューメキシコ州民主党の元委員長でもある。

## 出自と教育
1960年12月2日にアリゾナ州ウィンズローに誕生した。ラグナ・プエブロ族の一員として登録されている。母のメアリー・トヤもネイティブ・アメリカンで、海軍で勤務した。父のJ.D.ハーランドはノルウェー系アメリカ人の海兵隊退役軍人で、ベトナム戦争における戦功によりシルバースター勲章を受勲しており、2005年に亡くなった際にはアーリントン墓地に軍葬されている。ハーランドには2人の姉と1人の弟がいる。
1994年にニューメキシコ大学で英語の学士号を取得した。2006年には同大学のロースクールでネイティブ・アメリカンの法律を専攻し法務博士を取得、2013年1月から2015年11月にかけてサン・フェリペ族の部族監督者を務めた。

## 政治キャリア
2012年のオバマ大統領再選運動で、ネイティブ・アメリカンの州投票指揮者を務めた。2014年にはニューメキシコ州副知事に立候補した。同選挙では党指名の州知事候補であるゲイリー・キングと共に選挙戦を戦ったが、共和党のスサナ・マルティネスとジョン・サンチェスのコンビに敗れた。
2015年4月にはニューメキシコ州民主党の委員長（任期は2年）に選出された。在職中に、ニューメキシコ州民主党は同州下院で与党の座を奪還した。
任期終了後に州知事選挙に立候補したミシェル・グリシャムの後継者として2018年にアメリカ合衆国下院選挙にニューメキシコ州1区から出馬する意向を表明した。2018年6月の民主党指名選挙ではデイモン・マルティネスを破り、指名を獲得した。
2018年11月6日の下院選挙では共和党のジャニス・ジョーンズを破って、ウィネバーゴ族である民主党のシャリス・デイビッズ(カンザス州3区)とともに初めてのネイティブ・アメリカンの女性国会議員となった。
2020年12月17日にはジョー・バイデン次期大統領が内務長官に起用すると発表した。2021年3月15日に上院で人事案が賛成51、反対40票で可決。リンゼー・グラムなど一部の共和党議員も賛成に回った一方、同党からはハーランドの石油業界に対する考え方に反対する声もあった。3月16日午後に就任宣誓を行い、ハーランドは先住民として初の閣僚となった。これに伴い下院議員は辞職した。

## ギャラリー
- アメリカ合衆国議会議事堂において「カバノー判事指名反対キャンペーン」の演説をするハーランド（2018年9月4日）
- 下院議長に就任したナンシー・ペロシと（2019年1月3日）
- シャリス・デイビッズ下院議員と（2019年5月22日）

## 私生活
ハーランドには娘が1人おり、独りで子育てしたという。趣味はマラソンとごちそう作り。